# Cissus bicolor
Cissus bicolor es una especie de planta guiadora perteneciente a la familia Vitaceae. Fue descrita por primera vez por Karel Domin en 1927.